# أنطونيو كارلوس جوبيم
أنطونيو كاهلوز برازيلارو دجي المائدة جوبيم (بالبرتغالية: Antônio Carlos Brasileiro De Almeida Jobim) المعروف أيضا بتوم جوبيم (Tom Jobim), كان مؤلفا وعازف بيانو وكاتبا غنائيا وموزعا ومغنيا برازيليا. ومثل قوة رئيسية في إبداع أسلوب بوسا نوڤا وأغانيه تم أدائها من قبل عدد كبير من المغنيين والموسيقيين في البرازيل ودوليا.

## روابط خارجية
- أنطونيو كارلوس جوبيم على موقع IMDb (الإنجليزية)
- أنطونيو كارلوس جوبيم على موقع الموسوعة البريطانية (الإنجليزية)
- أنطونيو كارلوس جوبيم على موقع مونزينجر (الألمانية)
- أنطونيو كارلوس جوبيم على موقع ألو سيني (الفرنسية)
- أنطونيو كارلوس جوبيم على موقع ميوزك برينز (الإنجليزية)
- أنطونيو كارلوس جوبيم على موقع إن إن دي بي (الإنجليزية)
- أنطونيو كارلوس جوبيم على موقع أول ميوزيك (الإنجليزية)
- أنطونيو كارلوس جوبيم على موقع ديسكوغز (الإنجليزية)
- أنطونيو كارلوس جوبيم على موقع قاعدة بيانات الفيلم (الإنجليزية)